# Homaloptera
Cá chuột cánh bướm (Danh pháp khoa học: Homaloptera) là một chi cá trong họ Balitoridae.

## Các loài
Hiện có 11 loài được ghi nhận trong chi này:
- Homaloptera bilineata Blyth, 1860
- Homaloptera confuzona Kottelat, 2000
- Homaloptera menoni Shaji & Easa, 1995 (placement in current genus uncertain)
- Homaloptera montana Herre, 1945 (Anamalai loach) (placement in current genus uncertain)
- Homaloptera ocellata van der Hoeven, 1833
- Homaloptera ogilviei Alfred, 1967
- Homaloptera orthogoniata Vaillant, 1902
- Homaloptera parclitella H. H. Tan & P. K. L. Ng, 2005
- Homaloptera pillaii Indra & Rema Devi, 1981 (placement in current genus uncertain)
- Homaloptera santhamparaiensis Arunachalam, J. A. Johnson & Rema Devi, 2002 (placement in current genus uncertain)
- Homaloptera silasi Kurup & Radhakrishnan, 2011[1]